# Benjamin Schwar
Benjamin Schwar (* 5. Januar 1884 in La Sarraz; † 12. Mai 1943 in Lausanne; heimatberechtigt in Oberlangenegg) war ein Schweizer Politiker.

## Leben
Schwar schloss 1912 das Diplom der landwirtschaftlichen Schule in Cernier ab und war als Landwirt tätig. Von 1915 bis 1917 war er Lehrer in Cernier, danach bis 1919 Mitarbeiter im Eidgenössischen Volkwirtschaftsdepartement. Danach arbeitete er als Leiter des Walliser Milchproduzentenverbands und ab 1923 der Fédération laitière du Léman. Im Ehrenamt war er im Vorstand der Schweizer BGB und als Redaktor des Pays vaudois. Zudem sass er im Verwaltungsrat der Courrier de Vevey SA sowie von landwirtschaftlichen Organisationen und war Mitglied der Weinbruderschaft. Schwar kam wegen eines Sittlichkeitsdelikts ins Gefängnis und nahm sich dort das Leben.
Von 1929 bis 1943 war Schwar Gemeinderat in Vevey und sass von 1931 bis 1937 im Waadtländer Grossrat. Bei den Schweizer Parlamentswahlen 1935 wurde er für die BGB in den Nationalrat gewählt, dem er bis zu seinem Tod 1943 angehörte.